# Liste des chefs d'État de l'Albanie
La liste des chefs d'État de l'Albanie recense tous les chefs de l'État quels que soient sa forme et le titre qu'ils portent.

## Archontes
Vers 1190 se constitue une principauté l'Arbëria sous l'autorité de l'archonte Progon qui à partir de sa capitale Krujë crée le premier État albanais.
- 1190-1199 : Progon ;
- 1199-1208 : Gjin (Jean) son fils ;
- 1208-1216 : Dimitri son frère.
- 1216-???? : Grégoire Kamona épouse Komnena Nemanjić, la veuve du précédent et se proclame Archonte.

La principauté d'Albanie est ensuite intégrée dans le despotat d'Épire puis en 1230 dans le Second Empire bulgare, de nouveau dans le despotat d'Épire en 1240 avant d'être conquise par l'Empire de Nicée en 1253.

## Rois d'Albanie
À la suite de la révolte des populations albanaises contre la domination de l'Empire byzantin, le roi de Naples et de Sicile, Charles Ier d'Anjou, s'implante à Durazzo et se proclame à Naples « Rex Albaniae » le 21 février 1272.
- 1272-1284 : Charles Ier d'Anjou ;
- 1284-1286 : Charles II d'Anjou roi titulaire 1286-1304 ;
- 1304-1331 : Philippe Ier d'Anjou ;
- 1331-1335/1342 : Charles Ier Robert de Hongrie ;
- 1342-1382 : Louis Ier de Hongrie, roi titulaire 1342-1382 ;

## Comtes et princes
Sous la suzeraineté de plus en plus nominale des rois de la maison capétienne d'Anjou-Sicile, l'Albanie est en fait dirigée par des comtes puis princes locaux :
- 1289-1304 : Blado Blevisti, chevalier ;
- 1304-1318 : Gasnesio Blevisti, chevalier comte d'Albanie son fils ;
- 1318-1328 : Guillaume Blevisti, son fils, maréchal d'Albanie en 1304 et comte ;
- 1328-1338 : Tanush (André) Thopia, épouse Hélène, une fille illégitime du roi Robert Ier de Naples.

La domination des rois angevins se maintient théoriquement jusqu'au milieu du XIVe siècle et l'incorporation du pays dans l'Empire serbe de Stefan Uroš IV Dušan entre 1335 et 1343. Après la mort de celui-ci en 1355 le pays sombre de l'anarchie jusqu'à la prise du pouvoir par Carlo Thopia, le fils de Tanush.
Outre les Thopia qui s'étaient arrogé le titre de « prince d'Albanie », Andrea Muzaka (Andreas Musacius regni Albaniae Despotus) et les Dukagin exercent une influence dans le nord de l'Albanie. Giorgio Thopia fils de Carlo est dépossédé par Venise en 1392 et depuis cette date l'Albanie est presque toujours contrôlée par la république de Venise. Le territoire de Croïa demeure indépendant jusqu'en 1415, date à laquelle il est occupé par les Ottomans. Arianités Komnênos se met à la tête du soulèvement contre les turcs en 1434 et il peut se maintenir jusqu'en 1461. À ses côtés on voit figurer dans ce combat, son gendre, le héros national albanais Gjergj Kastriot Skanderbeg qui tient les turcs en échec jusqu'à sa mort. Dès 1479 l'Albanie retombe au pouvoir des Ottomans.
- 1358-1383 : Karl (Carlo) Thopia fils de Tanush (première fois) « roi d'Albanie »
- 1383-1385 : Balša II Balšić, usurpateur serbe.
- 1385-1388 : Karl (Carlo) Thopia (deuxième fois)
- 1388-1392 : Gjergj (Georges) Thopia fils de Karl (Carlo)
- 1392-1402 : Hélène Thopia (sœur de Georges) et son époux Constantin Kastriot seigneur de Croia exécuté en 1402.
- 1402-1415 : André Thopia (petit-neveu de Carlo)
- 1415-1443 : Occupation ottomane
- 1443-1468 : Gjergj Kastriot Skanderbeg (Georges Castriota), neveu de Constantin Kastriot, prince d'Albanie ;
- 1468-1474 : Giovanni Castriota (Kastrioti) mort en 1485 son fils ;

En 1474 Giovanni cède Croïa à la république de Venise, qui l'abandonne aux turcs en 1478.
- 1501-1506 : Étienne-Georges Castriota (Kastrioti) fils de Giovanni Castriota, prétendant.

## Président du gouvernement provisoire (à Vlorë)
- 4 décembre 1912 - 22 janvier 1914 : Ismail Qemali, président du gouvernement provisoire

## Président du Conseil des Anciens
- 12 octobre 1913 - 12 février 1914 : Essad Pacha Toptani (en Albanie centrale)

## Prince d'Albanie
- 21 février 1914 - 31 janvier 1925 : Vidi (Wilhelm zu Wied, en exil à partir du 3 septembre 1914)
- 30 janvier 1920 - 11 décembre 1921 : Grand Conseil (régence)
  - 30 janvier 1920 - 11 décembre 1921 : Aqif Pashë Biçaku
  - 30 janvier 1920 - 11 décembre 1921 : Abdi Toptani
  - 30 janvier 1920 - 11 décembre 1921 : Luigi Bumçi
  - 30 janvier 1920 - 11 décembre 1921 : Mihal Turtulli
- 17 juillet - 20 novembre 1921 : Gjon Marka Gjoni (président de la République à Mirditë) (en rébellion)
- 12 décembre - 25 décembre 1921 : Idhomene Kosturi (régence)
- 25 décembre 1921 - 31 janvier 1925 : Grand Conseil (régence)
  - 25 décembre 1921 - 3 octobre 1922 : Omer Pashë Vrioni
  - 25 décembre 1921 - 3 octobre 1922 : Ndoc Pistulli
  - 25 décembre 1921 - 31 janvier 1925 : Sotir Peci (en exil à partir du 2 juillet 1924)
  - 25 décembre 1921 - 31 janvier 1925 : Refik Toptani (en exil de juin 1924 au 24 décembre 1924)
  - 22 décembre 1922 - 31 janvier 1925 : Xhafer Bej Ypi (en exil à partir de juin 1924)
  - 22 décembre 1922 - 24 mai 1924 : Gjon Çoba
- 2 juillet - 24 décembre 1924 : Fan Noli (régence en l'absence du Grand Conseil)

## Président de la République
- 31 janvier 1925 - 1er septembre 1928 : Ahmet Zogu

## Rois et régents d'Albanie
- 1er septembre 1928 - 16 avril 1939 : Zog Ier (en exil à partir du 9 avril 1939)
  - Xhafer Ypi (régent du 9 au 12 avril 1939)
  - Shefqet Verlaci (régent du 12 au 16 avril 1939)
- 16 avril 1939 - 3 septembre 1943 : Victor-Emmanuel III (période du protectorat italien)

### Régents
- 14 septembre 1943 - 20 octobre 1943 : Ibrahim Biçaku (président du Comité exécutif provisoire pendant l'occupation allemande)
- 20 octobre 1943 - 25 octobre 1944 : Mehdi Frashëri (président du Grand Conseil de régence pendant l'occupation allemande)

### Prétendants au trône
- 1939-1961 : Zog Ier
- 1961-2011 : Leka Zogu, dit Leka Ier, fils du précédent
- depuis 2011 : Leka Zogu, dit Leka II, fils du précédent

## Présidents du Présidium de l'Assemblée populaire
Sous la république populaire socialiste d'Albanie, le chef de l'État est, d'un point de vue constitutionnel, le président du Présidium de l'Assemblée populaire. Le poste le plus important est néanmoins celui de secrétaire général du Parti du travail d'Albanie, occupé de 1941 à 1985 par Enver Hoxha, puis de 1985 à 1991 par Ramiz Alia (également chef de l'État).
- 12 janvier - 14 mars 1946 : Omer Nishani, président de l'Assemblée constituante (première fois)
- 14 mars 1946 - 1er août 1953 : Omer Nishani, (deuxième fois)
- 1er août 1953 - 22 novembre 1982 : Haxhi Lleshi
- 22 novembre 1982 - 20 février 1991 : Ramiz Alia, (première fois)

## Présidents de la République
- 20 février - 30 avril 1991 : Ramiz Alia (Parti : Parti du travail d'Albanie), président du Conseil présidentiel
- 30 avril 1991 - 3 avril 1992 : Ramiz Alia (Parti : Parti du travail d'Albanie, puis Parti socialiste d'Albanie)
- 3 - 6 avril 1992 : Kastriot Selman Islami, président de l'Assemblée populaire, (par intérim)
- 6 - 9 avril 1992 : Pjetër Filip Arbnori, président de l'Assemblée populaire, (par intérim)
- 9 avril 1992 - 24 juillet 1997 : Sali Berisha (Parti démocrate d'Albanie)
- 24 juillet 1997 : Skënder Gjinushi, président de l'Assemblée populaire, (par intérim)
- 24 juillet 1997 - 24 juillet 2002 : Rexhep Kemal Mejdani (Parti socialiste d'Albanie)
- 24 juillet 2002 - 24 juillet 2007 : Alfred Spiro Moisiu (Indépendant)
- 24 juillet 2007 - 24 juillet 2012 : Bamir Topi (Parti démocrate d'Albanie)
- 24 juillet 2012 - 24 juillet 2017 : Bujar Nishani (Parti démocrate d'Albanie)
- 24 juillet 2017 - 24 juillet 2022 : Ilir Meta (Mouvement socialiste pour l'intégration)
- depuis le 24 juillet 2022 -  : Bajram Begaj (Indépendant)

## Source partielle
- Venance Grumel Traité d'Études Byzantines Volume I « La Chronologie » P.U.F Paris 1958 « Comtes et Princes d'Albanie »p. 412.